# La Palud-sur-Verdon
La Palud-sur-Verdon é uma comuna francesa na região administrativa da Provença-Alpes-Costa Azul, no departamento dos Alpes da Alta Provença. Estende-se por uma área de 81,26 km². Em 2010 a comuna tinha 351 habitantes (densidade: 4,3 hab./km²).